# بازوش سور هوين (أورن)
بازوش سور هوين هي بلدية في أورن في شمال غرب فرنسا.